# Калдине (Фиренца)
Калдине је насеље у Италији у округу Фиренца, региону Тоскана.
Према процени из 2011. у насељу је живело 2404 становника. Насеље се налази на надморској висини од 146 м.